# Vytautas Miškinis

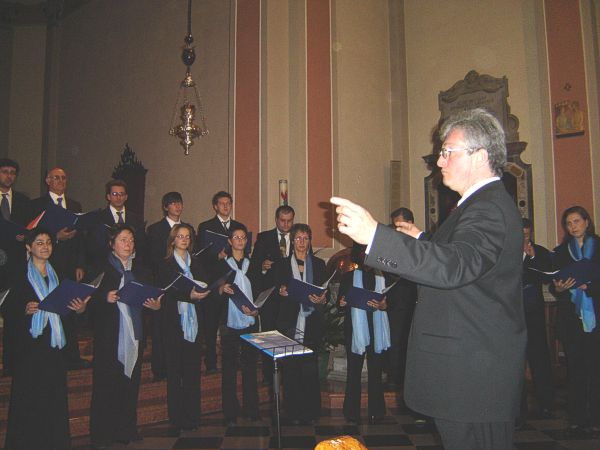
Vytautas Miškinis dirigiendo

Vytautas Miškinis (5 de junio de 1954 en Vilna, República Socialista Soviética de Lituania, Unión Soviética) es un compositor de música lituano y profesor, quien ha sido Director de Coro  del conservatorio Academia Lituana de Música y Teatro desde1985. También ha fungido como Director Artístico del coro de jóvenes Ąžuoliukas.
Comienza su carrera en Ąžuoliukas a la edad de 7 como vocalista, y más tarde como director artístico del mismo a los 25 años.  Todas los logros del coro desde 1979 han sido gracias al liderazgo de Miškinis.
Por varios años ha dirigido el coro estatal Kaunas y el Vocal Ensemble Museum Musicum. Con los coros,  ha ganado premios en reconocidas competencias nacionales e internacionales, como en Marktoberdorf, Gorizia, Varna, Maribor, Tampere, Mainhausen y Nantes. Actualmente, Miškinis es el director Artístico y Director de Jefe del Festival de Coros de Lituania.
Vytautas Miškinis Ha dirigido conciertos corales y ha dado conferencias en Austria, Bielorrusia, Bélgica, Canadá, República Checa, Dinamarca, Estonia, Finlandia, Francia, Alemania, Grecia, Hungría, Italia, Japón, Letonia, Países Bajos, Noruega, Polonia, Rusia, Eslovenia, España, Suecia, Suiza, Ucrania y EE. UU.
Miškinis trabajó como miembro del jurado en la Competencia de Coros y Composición Coral en Tolosa, España; Varna, Bulgaria; Marktoberdorf y Bochum, Alemania; Neerpelt, Kortrijk y Aalst Bélgica; Maribor y Liubliana, Eslovenia; Talin y Tartu, Estonia; Riga, Letonia; Budapest y Debrecen, Hungría; Arezzo, Italia; Las Olimpiadas de Coro de Linz (Austria) 2000, Busán (Corea) 2002, Bremen (Alemania) 2004, Xiamen (China) 2006, Graz (Austria) 2008, y Shaoxing (China) 2010; CCP Manila 2009; Suwalki (Polonia); Bergen (Noruega); Pau y Tours (Francia); Neuchatel (Suiza); Mainhausen (Alemania) 2011.
A la fecha,  ha compuesto y grabado hasta 700 piezas, entre religiosas y seculares. En los Estados Unidos  ha compuesto obras para el Colegio Coral de la Universidad de Louisville y el Coro Masculino del Golden Gate (San Francisco, CA).  Estas composiciones para coros son publicadas en Lituania, Francia, Alemania, Eslovenia, Italia, España, Japón y EE. UU.